# Biman Bangladesh Airlines
Biman Bangladesh Airlines  (en bengalí: বিমান বাংলাদেশ এয়ারলাইন্স) es la aerolínea de bandera de Bangladés. Su principal base es el Aeropuerto Internacional de Daca-Hazrat Shahjalal en Daca y también opera vuelos desde el Aeropuerto Internacional Shah Amanat en Chittagong y desde el de Osmani en Sylhet. Biman ofrece transporte de pasajeros y carga hacia el resto de Asia y Europa, así como rutas nacionales. Vuela a 16 destinos y además tiene otros 42 en código compartido. La aerolínea pertenece por completo al gobierno de Bangladés desde el 23 de julio de 2007 cuando fue transformada en la mayor empresa pública del país. La sede social de la compañía y cuartel general, Balaka Bhaban, se encuentra en Kurmitola, Daca.
En abril de 2015, la compañía reanudó los vuelos semanales al aeropuerto Shah Makhdum después de una suspensión de ocho años.

## Historia
Biman Bangladesh Airlines fue creada el 4 de enero de 1972 para ser la aerolínea de bandera de Bangladés, bajo la Ordenanza Biman de Bangladés (Orden presidencial 126). La iniciativa de crear la aerolínea fue tomada por 2500 antiguos empleados, incluyendo pilotos y comandantes de la Pakistan International Airlines (PIA), que entregaron una propuesta el 31 de diciembre de 1971 al Gobierno de la recién independizada Bangladés. La aerolínea en un primer momento se llamó Air Bangladesh International, pero fue pronto renominada a Biman Bangladesh Airlines.
Hasta 2006, atendió la ruta Daca-Nueva York JFK, vía Bruselas.

## Destinos
La aerolínea opera vuelos para pasajeros a países en Europa y Asia, llegando a un total de 16 destinos.[cita requerida]

## Flota
| Avión                  | En Servicio | Pedidos | Rutas                                                                    | Pasajeros (Clase Business/Clase Turista)                                 | Entrada en servicio                                                      |                                                                          |
| ---------------------- | ----------- | ------- | ------------------------------------------------------------------------ | ------------------------------------------------------------------------ | ------------------------------------------------------------------------ | ------------------------------------------------------------------------ |
| Bombardier Dash 8-Q402 | 5           | 0       | Corto alcance                                                            | 74                                                                       | 2015                                                                     |                                                                          |
| Boeing 737-800         | 6           | 0       | Corto-medio alcance                                                      | 12/150                                                                   | 2010                                                                     |                                                                          |
| Boeing 777-3E9ER       | 4           | 0       | Largo alcance                                                            | 35/384                                                                   | 2011                                                                     |                                                                          |
| Boeing 787-8           | 4           | 0       | Largo alcance                                                            | 24/247                                                                   | 2018                                                                     |                                                                          |
| Boeing 787-9           | 2           | 0       | Largo alcance                                                            |                                                                          | 2019                                                                     |                                                                          |
| Total                  | 21          | 0       | Hasta marzo de 2021 tiene una edad promedio de 6.6 años.[cita requerida] | Hasta marzo de 2021 tiene una edad promedio de 6.6 años.[cita requerida] | Hasta marzo de 2021 tiene una edad promedio de 6.6 años.[cita requerida] | Hasta marzo de 2021 tiene una edad promedio de 6.6 años.[cita requerida] |

## Histórica
| Avión                   | Total | Introducido | Retirado | Notas                                  |
| ----------------------- | ----- | ----------- | -------- | -------------------------------------- |
| Airbus A310-300         | 6     | 1996        | 2016     |                                        |
| Airbus A330-200         | 2     | 2017        | 2018     |                                        |
| Boeing 737-300          | 2     | 2003        | 2004     |                                        |
| Boeing 747-200          | 1     | 2008        | ?        |                                        |
| Boeing 747-300          | 1     | 2008        | 2009     |                                        |
| Boeing 747-400          | 2     | 2010        | 2012     |                                        |
| Boeing 777-200          | 5     | 2000        | 2018     |                                        |
| BAe ATP                 | 2     | 1990        | 2004     |                                        |
| Douglas DC-8            | 2     | 1978        | 1981     |                                        |
| McDonnell Douglas DC-10 | 8     | 1983        | 2014     | Último operador comercial de pasajeros |